# Filasterea
Filasterea es un pequeño grupo de protozoos que presentan largos tentáculos radiados soportados por microfilamentos. Estos tentáculos no están organizados en un collar, como en el caso de  Choanoflagellatea. Son organismos uninucleados o multinucleados, aerobios y presentan mitocondrias con crestas planas. Constituyen uno de los grupos de protistas más relacionados con los animales. El término procede de la raíz latina "filum" (que significa "hilo") y de la griega "aster" (que significa "estrella"), describiendo los tentáculos protoplásmicos radiantes que presentan estos organismos.

## Taxonomía

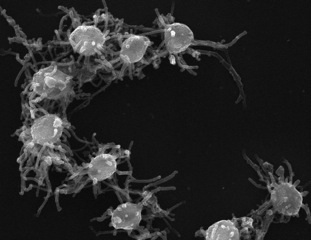
Capsaspora owczarzaki (Capsasporida)

Filasterea comprende cuatro géneros clasificados en dos grupos. Ministeria es un organismo marino de un tamaño menor a 5 μm con filopodios no ramificados, igualmente espaciados que irradian de un cuerpo esférico. Capsaspora es un ameboide de 3 a 7 μm de diámetro con pseudópodos no ramificados, denominados "pedúnculos de alimentación", capaces de penetrar el tegumento de las larvas de trematodos. Es un simbionte en la hemolinfa del caracol Biomphalaria glabrata. Txikispora es un organismo esférico con pared celular y etapas multinucleadas que parásita anfipodos. Pigoraptor es un organismo marino con formas flageladas, ameboflageladas, células ameboides no flagelares y quistes esféricos con filopodios no ramificados.